# Fernando de la Fuente
Fernando Emmanuel de la Fuente (* 26. März 1986 in Sierra Grande) ist ein ehemaliger argentinischer Fußballspieler auf der Position des Mittelfeldspielers.

## Karriere
Fernando de la Fuente begann seine Karriere 2004 bei Racing Club, debütierte aber erst in der Clausura 2006 unter Trainer Diego Simeone. Nach einem Trainerwechsel wurde de la Fuente nicht mehr regelmäßig eingesetzt und wechselte erst auf Leihbasis zu San Martín de San Juan und anschließend fest zu Unión de Santa Fe. Nach weiteren Klubs in Argentinien kam er 2011 nach Chile zu CD O’Higgins, wo er gute Leistungen zeigte, sich jedoch mit Trainer Eduardo Berizzo überwarf und so erst an Deportes La Serena, anschließend an CSD Colo-Colo und Instituto verliehen wurde. Anfang 2014 wechselte er endgültig zu den Santiago Wanderers, allerdings konnte er nicht überzeugen und wurde später nicht mehr im Team berücksichtigt. Im Juli 2014 verließ er Chile und ging wieder in seine Heimat. Dort spielte er, mit einer Ausnahme (von November 2017 bis Juli 2018 hatte er in der Dominikanischen Republik für Moca FC gespielt), bis zu seinem Karriereende 2021.